# Millennium Station
Millennium Station (anciennement Randolph Street Station) est un des plus importants terminaux de train de banlieue du centre-ville de Chicago.
Elle est desservie par les lignes du Metra vers le sud de Chicago. 4 lignes y ont leurs terminus; trois de la ligne orange Metra Electrics (vers les municipalités de University Park, Blue Island et le quartier de South Chicago) et une de la ligne rouge South Shore Line jusqu'à l'aéroport de South Bend le long du lac Michigan. 18 000 passagers transitent chaque jour par Millenium Station. Le terminal a été construit par l'Illinois Central Railroad et est maintenant la propriété de l'Illinois North-East Regional Commuter Railroad Corporation (Metra).

## Son Histoire
Avant la construction d'Union Station, l'ancienne gare de Randolph Street aujourd'hui connue sous le nom de Millenium Station était la plus importante de Chicago. Même si son importance pour la fluidité du transport ne fut jamais remise en question elle reçut majoritairement des trains de lignes secondaires jusqu'à ce qu'en 1925 l'électrification des services de banlieue sur la ligne principale et de ses branches vers Blue Island et la banlieue sud de Chicago ne double les fréquences de passages dans l'agglomération de Chicago. Le trafic national interurbain fut quant à lui conservé à Union Station.
Même si elle ne sert qu'à deux branches du réseau de trains de banlieue Metra, la fréquentation élevée sur les lignes du Metra Electric et de la South shore permettent aujourd'hui à la Millennium Station de transporter, au prorata du nombre de lignes, un nombre de passagers quasi équivalent à ses consœurs Union Station et Ogilvie Transportation Center. En heure de pointe, 2 trains par minute quittent Millenium Station.
La gare vivait dans un état de perpétuelle construction du milieu des années 1980 jusqu'en 2005 : Poutres en acier exposées, pas de peinture sur les murs de contreplaqué, planchers nu en béton donnaient l'impression de se trouver dans dédales de cavernes à peine éclairées.

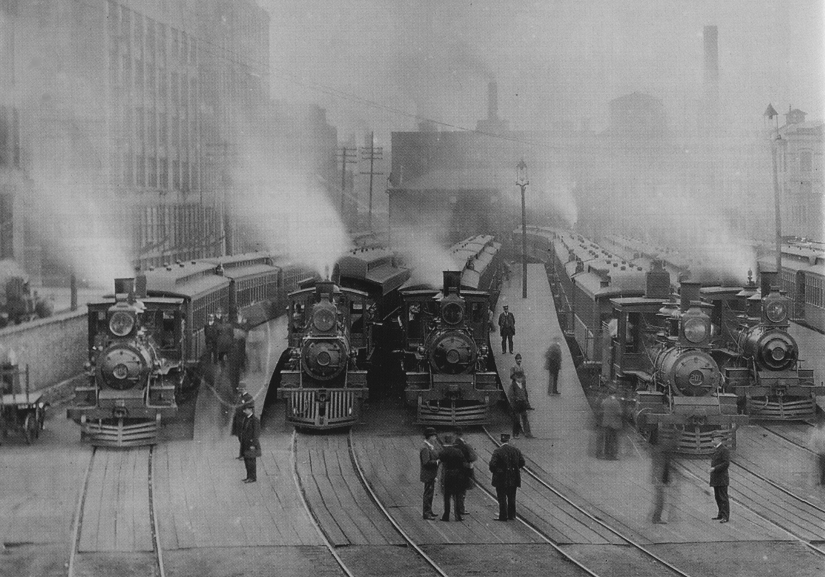
Randolph Street Station en 1895.

Sa reconstruction, étroitement liée à la finition du Millennium Park en surface prit énormément de retards à la suite des aléas de la vie politique de Chicago et aux déficits financiers enregistrés par l'État de l'Illinois en matière de transport.
Pendant ce temps, les autres gares principales de Chicago (Union Station et Ogilvie Transportation Center) furent entièrement rénovées et il fallut la mobilisation du monde politique et de l'African American Avocats particulièrement pour qu'un projet complet de rénovation de la gare soit enfin mis sur pied. L'African American Avocats estimait en effet que le Metra exerçait une sorte de discrimination raciale en laissant se désagréger les installations des lignes très majoritairement fréquentées par les nombreux usagers Afro-américains des lignes provenant des quartiers sud de la ville de Chicago.

## Les correspondances
La Millenium Station offre aujourd'hui de nombreuses correspondances directes au bus ou à pied vers d'autres modes de transport de la ville de Chicago.

### Correspondances
Avec les bus de la Chicago Transit Authority.
1. 3 King Drive
2. X3 King Drive Express
3. 4 Cottage Grove (Service owl – service de nuit)
4. X4 Cottage Grove Express
5. 6 Jackson Park Express
6. 19 United Center Express
7. 20 Madison
8. 26 South Shore Express
9. 60 Blue Island/26th
10. N66 Chicago (Service owl – service de nuit)
11. 124 Navy Pier
12. 129 West Loop / South Loop
13. 143 Stockton / Michigan Express
14. 145 Wilson / Michigan Express
15. 147 Outer Drive Express
16. 148 Clarendon / Michigan Express
17. 151 Sheridan (Service owl – service de nuit)
18. 157 Streeterville
19. 173 University of Chicago / Lakeview Express

### ChicaGo Dash
Le service de navette entre le centre-ville de Chicago et Valparaiso (en heure de pointe uniquement)

### Métro de Chicago
La station Millenium se trouve à deux block à l'est de la station Washington/Wabash du Chicago 'L' sur le Loop où il est en correspondance avec les lignes:
█ Ligne verte
█ Ligne orange
█ Ligne brune
█ Ligne mauve
█ Ligne rose
Deux blocks plus loin à l'est se trouve la station Lake ou une correspondance est possible avec la ligne rouge.
█ Ligne rouge

## Lieux remarquables à proximité
La station Millenium se trouve au croisement de plusieurs itinéraires de promenades touristiques de Chicago. On y retrouve en surface Michigan Avenue (le début du Magnificent Mile en se dirigeant vers le nord), des hôtels, de nombreux restaurants, les gratte-ciel et bureaux du secteur financier du Loop à proximité.
Ces différents lieux sont accessibles via des Corridors: 

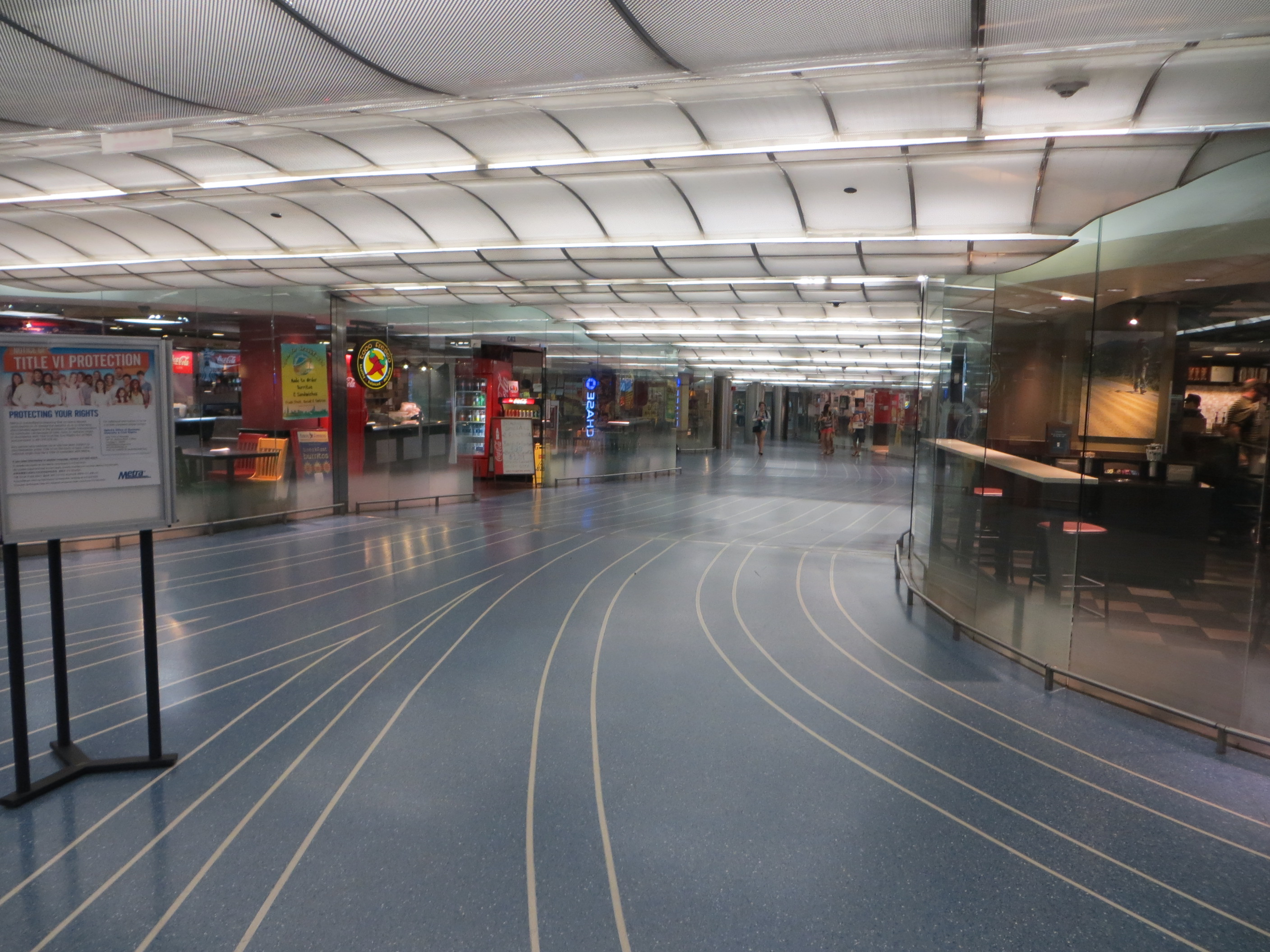
Vue de l'intérieur de Millennium Station.

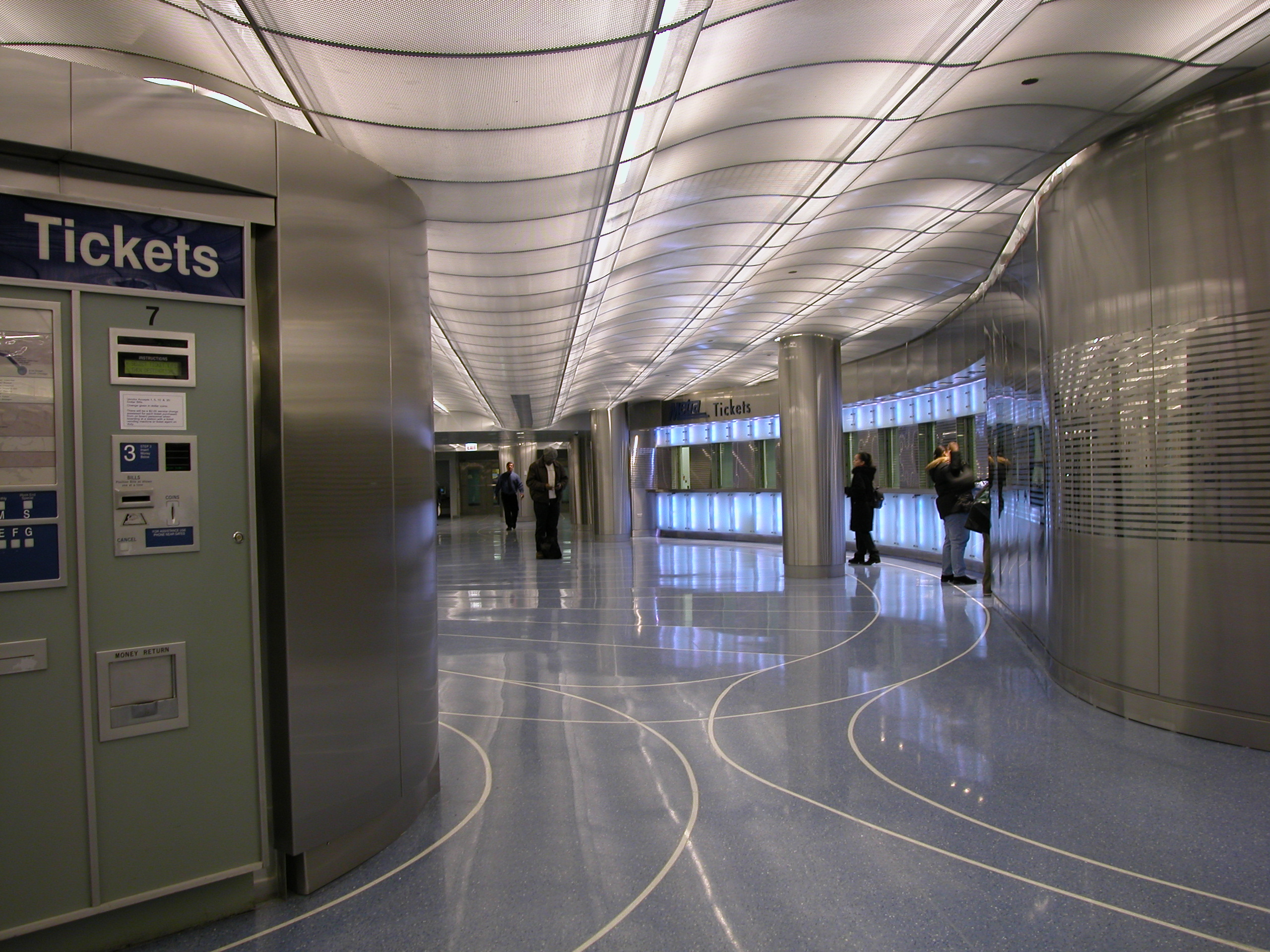
Intérieur de la gare.

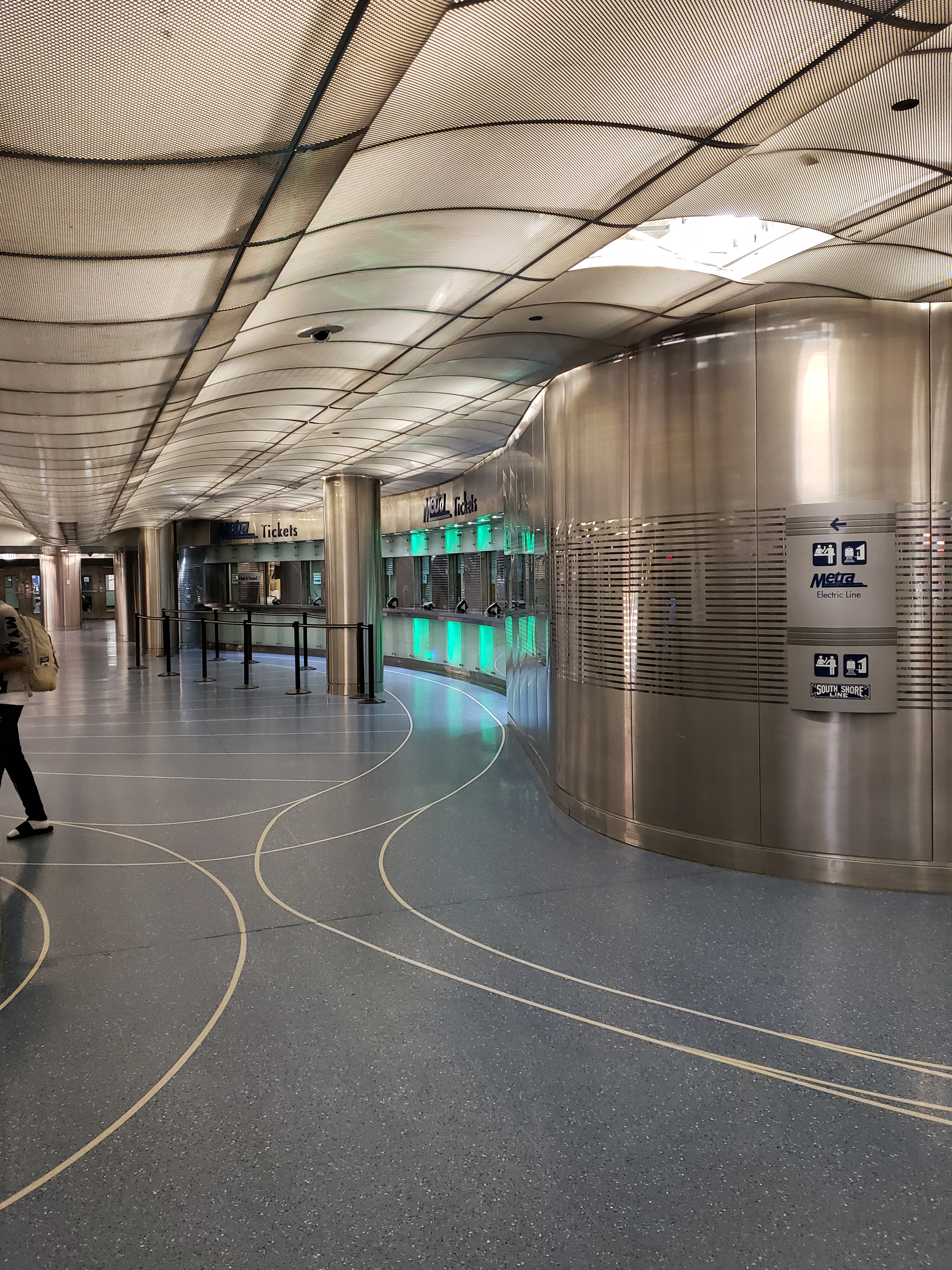
Autre vue.

### Corridor Ouest
- Le Crain Communications Building
- Le Chicago Cultural Center
- Le patrimoine du Millennium Park et plus loin Grant Park
- Les stations Lake/State et Randolph/Wabash du Chicago 'L'
- Le magasin Macy's.

### Corridor Est
- Le pavillon Jay Pritzker

### Corridor Nord
- Le Two Prudential Plaza
- L'Aon Center
- Le Lakeshore Athletic Club
- Le Fairmont Hotel
- Les Millennium Park Apartments

### Corridor Sud ouSouth Water Street Exit
- Le Boulevard Towers
- Le Illinois Center
- Le Hyatt Regency Chicago
- Le Columbus Plaza